# Perizoma arctata
Perizoma arctata är en fjärilsart som beskrevs av Philipp Christoph Zeller 1846. Perizoma arctata ingår i släktet Perizoma och familjen mätare. Inga underarter finns listade i Catalogue of Life.